# 奧赫塔河 (凱姆河支流)
奧赫塔河是俄羅斯的河流，屬於凯姆河的右支流，由卡累利阿共和國負責管轄，河道全長180公里，河水主要來自融雪和雨水，每年十一月至翌年五月結冰。